# نارسیس بامبارا
نارسیس بامبارا (انگلیسی: Narcisse Bambara؛ زادهٔ ۲۳ ژوئن ۱۹۸۹) بازیکن فوتبال اهل بورکینافاسو است.
از باشگاه‌هایی که در آن بازی کرده است می‌توان به باشگاه فوتبال یونیورسیتاتیا کلوژ اشاره کرد.
وی همچنین در تیم ملی فوتبال بورکینافاسو بازی کرده است.